# Stina Bergman (författare)
Elsa Kristina (Stina) Bergman, ursprungligen Lindberg, född 29 april 1888 i Adolf Fredriks församling Stockholm, död 3 juli 1976 i Sankt Görans församling Stockholm, var en svensk aktiv manusförfattare och dramatiker.  
År 1908 gifte hon sig med den svenska författaren Hjalmar Bergman. Paret var gifta i 23 år fram till makens död år 1931.
Stina Bergman levde större delen av sitt liv i sin makes skugga. Hon stod vid hans sida som sekreterare, konstnärliga förvaltare och första kritiker. Men hon själv arbetade också till viss del med skönlitterära skrifter för barn men var även med och hjälpte till sin make med manusarbeten. Men det som utmärker Stina Bergmans karriär var hennes förståelse och passion för dramatik och film som främst kom att bli erkänt efter Hjalmar Bergmans död. År 1940 blev hon chef över Svensk Filmindustris manusavdelning där hon gjorde stora avtryck i svensk filmhistoria.

## Biografi

### Familj
Stina Bergman föddes in i en kulturfamilj där teatern hade stor betydelse. Hennes far var regissören, teaterdirektören och skådespelaren August Lindberg och modern var skådespelerskan Augusta Lindberg som bland annat var verksam på Dramaten i Stockholm. August Lindberg var framgångsrik inom sitt yrke och hans Shakespeare-tolkningar var det som främst utmärkte honom. Stina Bergman växte även upp tillsammans med sin syster Greta Lindberg och bror Per Lindberg. Per Lindberg var också verksam och framgångsrik inom teatervärlden. Han jobbade vid sidan om sin far på 1920- och 1930-talet. Med tiden lyckades han bli en uppmärksammad regissör med flera satta pjäser, däribland Hjalmar Bergmans. Systern Greta Lindbergj var under en tid gift med Tor Bonnier som arbetade som förlagsredaktör på Bonnierförlagen. Stina Bergman var alltså svägerska till Tor Bonnier. Deras relation framgår i den personliga ton som förekommer i brevväxlingen mellan Bonnier och paret Bergman.

### Äktenskap
Stina Bergman träffade Hjalmar Bergman år 1903 ute på Dalarö där familjen Lindberg hade landställe. Hon var femton år gammal och han tjugo. Augusta och August Lindberg hade under en tid arbetat som mentorer åt Hjalmar Bergman och de kände honom väl och han umgicks ofta med familjen Lindberg. I brev kallar Hjalmar Bergman sina mentorer "Tante" och "Farbror", detta kan visa på den nära relation han hade till August och Augusta Lindberg. Stina Lindberg och Hjalmar Bergman blev förälskade och började brevväxla. Breven han skrev till henne innehöll önskemål om att hon skulle underkasta sig och lyda honom. För henne var det en spänning och magi i det hela vilket intresserade henne. År 1908 gifte sig Stina Lindberg med Hjalmar Bergman och hon bytte då efternamn till Bergman. Hans karriär växte medan hennes hamnade alltmer i skuggan.

## Resor
Paret Bergman reste en hel del i Europa, främst till Italien. De hade nästan aldrig en permanent bostad. De levde som turister och tillbringade större delen av tiden på hotellrum. Ibland kunde de låna någon villa av Tor Bonnier, men annars var de nästan alltid ute på resande fot. Genom att läsa korrespondens mellan dem syntes resorna sällan vara särskilt bra. De bråkade en hel del och verkade aldrig riktigt nöjda med tillvaron. Allt utgick från att Hjalmar Bergman skulle vara nöjd och kunna skriva.

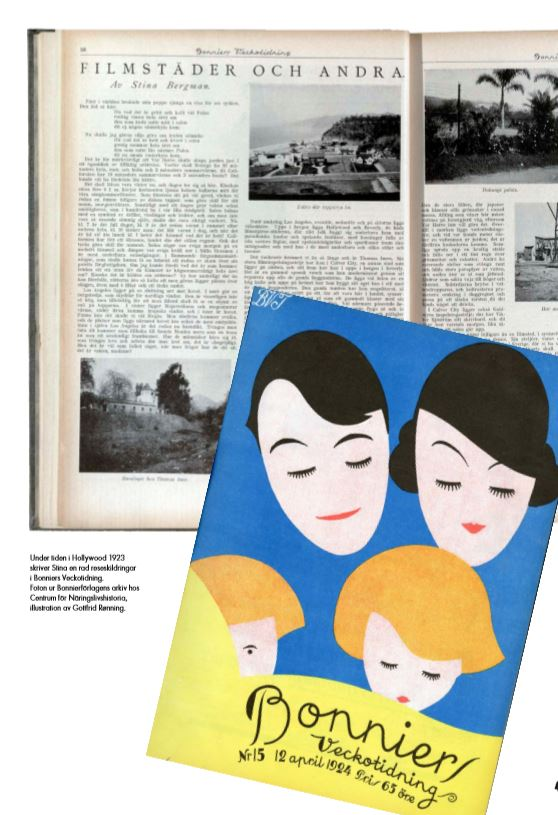
Under tiden i Hollywood 1923 skrev Stina Bergmans reseskildringar i Bonniers Veckotidning. Foto ur Bonnierförlagens arkiv hos Centrum för Näringslivshistoria.

### Amerika 1923–1924
1923 bestämde sig paret Bergman att förverkliga sina drömmar om en Hollywoodkarriär liksom många andra svenskar under denna tid, exempelvis Greta Garbo och deras vän, filmregissören Victor Sjöström. Planen var att skriva filmmanus till de stora filmbolagen och genom det göra karriär. Deras första möte var någonting de hade sett fram emot då Victor Sjöström hade övertygat paret om en ljus framtid i Amerika. Men så blev det inte. Båda avskydde New York och ångrade att de över huvud taget stigit i land. Deras första möte i New York med den amerikanska filmbranschen gick inte heller som planerat, de kände sig förolämpade av amerikanernas bemötande och valde att istället bege sig till Kalifornien. I brev skickade från paret till Sverige var Stina Bergman nöjdare med sin tillvaro i Kalifornien medan maken fortfarande inte trivdes. I ett brev skickat från henne till sin moster skrev hon bland annat:
| ”                                                                       | "För resten kan jag inte begripa varför han skall vantrivas, här är alldeles bedårande på allt sätt och vis." | „ |
| – Stina Bergman, Bonnierförlagens arkiv/Centrum för Näringslivshistoria | |   |

Missnöjet grundade sig i att det var svårare än förväntat att göra karriär i Amerika. Det behövde finnas en lockad publik vilket det inte fanns. Inget av de tre filmsynopsis som paret Bergman presenterade gick hem. Fastän det fanns ett stort missnöje fick Stina Bergman ändå ut något av resan. Det var i Amerika som hon fångade upp den amerikanska dramaturgin som hon senare fick stor användning av i sin roll på SF-studios samt i andra manusarbeten. Hon skrev även flera reseskildringar som publicerades i Bonniers veckotidningar under 1923. Det publiceras bland annat i nr 9 "Månen på Broadway", nr 15 "Filmstäder" och i nr 23 "Urpremiärer i Hollywood". I korrespondensen mellan Tor Bonnier och henne är det märkbart att hon också läste igenom och "godkände" manuskript innan de eventuellt skulle publiceras av Bonnier. Men maken uppskattade inte att hon hade en hel del saker för sig, och han inte. I ett brev skickat till Tor Bonnier skrev han:  
| ”                                                                       | "Har ännu ej skrivit något för B.V.T (däremot har visst Stina gjort det - men jag läser ogärna konkurrenter)." | „ |
| – Stina Bergman, Bonnierförlagens arkiv/Centrum för Näringslivshistoria | |   |

## Karriär och yrkesliv

### Tidigt intresse
Stina Bergmans intresse för författarskap började tidigare än vad många känner till. Förutom att hon föddes in i en kulturfamilj som framförallt intresserade sig för teater så var hon mycket verksam i makens arbeten. Genom att bland annat studera korrespondensen är det tydligt märkbart att hon är en stor faktor till sin makes framgångar. Redan samma år som paret gifte sig (1908) tog hon över arbetet med manuset till pjäsen Savonarola. Hon renskrev, gjorde nödvändiga strykningar samt föreslog ändringar. Först blev Savonarola refuserad av förlaget Ljus som Hjalmar Bergman tillhörde, men då såg hon och systern Greta till att förlaget Bonniers antog boken. Savonarola är bara ett exempel på ett cirka 40-tal manusarbeten som hon var med och skrev under 1910-talet, alla i makens namn. Det stora antalet låg till stor del i att de behövde öka sina inkomster. Förutom att hon arbetade med manusbearbetning såg hon även till att flera verk publicerades och blev uppmärksammade.  1913 köpte hon sitt första häfte från AB Svenska Biografteatern (Svenska Bio), som lärde ut hur man skrev filmmanus i avsikt att fler personer skulle intressera sig för att skriva och skicka in sina filmmanus. 
1927 debuterade Stina Bergman med sitt första litterära verk, sagosamlingen "Stygga barn och snälla"  som publicerades på Bonniers förlag. 

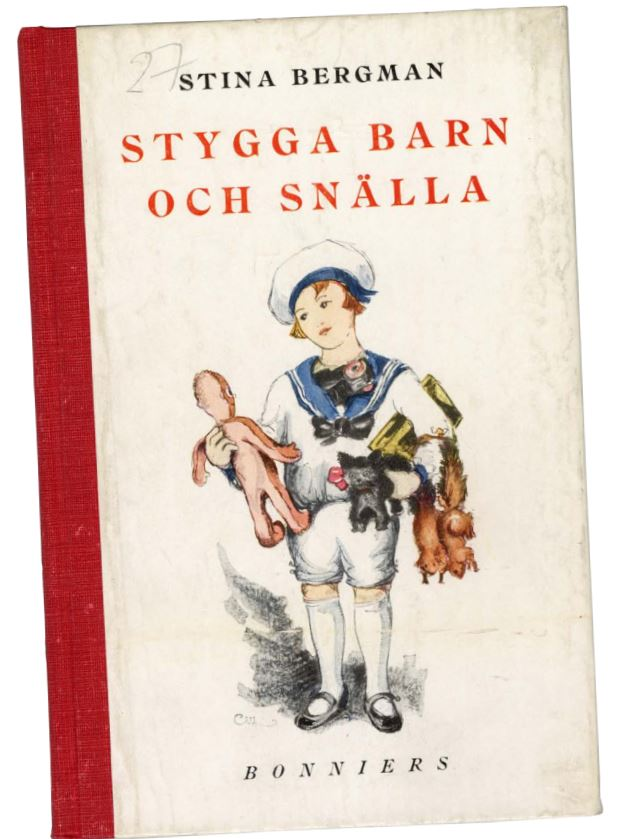
Omslaget till "Stygga barn och snälla". Foto ur Bonnierförlagens arkiv hos centrum för Näringslivshistoria.

### Genombrott
När Stina Bergman och maken Hjalmar Bergman flyttade till Amerika 1923 hade arbetet med komedin Swedenhielms precis blivit klart. Succépjäsen hade färdigställts av Hjalmar Bergman och hade premiär på Dramatiska teatern i Stockholm 1925. Det var genom denna pjäs som hon gjorde sin första regidebut. Hon ansvarade för uppsättningarna i Amsterdam och Mainz när pjäsen var på turné i Europa. Det var efter makens bortgång 1931 som hennes karriär som manusförfattare, översättare och dramatiker började växa. Efter att Swedenhielms skrevs om till filmmanus av Gösta Stevens och Ragnar Hyltén-Cavallius ansågs det inte vara tillräckligt bra och underkändes. Hon skrev då om manuset tillsammans med sin medförfattare Gustaf Molander. Hennes långa erfarenhet av Swedenhielms och sin makes sätt att skriva gjorde att verket blev en succé. 1935 hade filmen premiär och vid det laget var hon änka.
I en recension av Svenska Dagbladet skrev EWO bland annat: 
| ”                                            | Men filmen Swedenhielms har svensk filmproduktion för första gången på många år icke blott internationell standard, utan till och med hög internationell standard." "Om detta är Stina Bergmans förtjänst, så är hon i dubbel mening värd att hedersomnämnas på denna plats, ty också hennes manuskript som helhet är berömvärt, det följer makens intentioner precis så som filmen fordrar det | „ |
| – EWO, Svenska Dagbladet, Svensk Filmdatabas | |   |

### Samarbeten
Samarbetet med filmlegenden Gustaf Molander var hennes första stora samarbete och de skrev tillsammans flera filmmanus. 1938 hade filmen "Dollar" premiär. Filmen var även det ett samarbete mellan Molander och henne, båda skrev manuset till filmen. Även denna film var baserad på ett pjäs av Hjalmar Bergman. Det var Svensk Filmindustri som ansvarade för produktionen av filmen. Samma år som premiären av Dollar hade även "En kvinnas ansikte" premiär, vilket var en svensk omarbetning av Francis de Croissets pjäs "Il était une fois",  som Stina Bergman gjorde om tillsammans med Gösta Stevens och tidigare manusassistenten till Swedenhielms, Ragnhild Prim. "En kvinnas ansikte" blev en av Stina Bergmans största framgångar. På filmfestivalen i Venedig 1938 fick filmen medalj för "konstnärlig fulländning" och nådde även internationell framgång. Manusets rättigheter såldes till Hollywood och 1941 spelades den amerikanska A Woman's face in. 17 år efter resan till Amerika hade Stina Bergman äntligen skrivit för Hollywood. Hon tog kontakt med brodern Per Lindberg och uppmuntrade honom att komma tillbaka till filmbranschen efter hans 15 års långa frånvaro. Tillsammans med sin bror skrev hon tre filmmanus som baserades på litterära verk, "Gubben kommer" (1938) efter Gösta Gustaf-Janson, "Gläd dig i din ungdom" (1939) efter Vilhelm Moberg, samt en ljudfilmversion av "Hans nåds testamente" (1940), en roman efter maken Hjalmar Bergman. Romanen filmatiserades av Victor Sjöström 1919. Alla filmer producerades av Svensk Filmindustri. Karin Swanström var mellan 1933 och 1941 produktionschef på SF och 1940 erbjöd Swanström Stina Bergman en chefsroll på SF:s manuskriptavdelning i samband med världskrigets konsekvenser på filmindustrin. Hon accepterade erbjudandet och så började hennes karriär som chef på den nyinrättade manusavdelningen.

### Svensk Filmindustri
Stina Bergmans kreativa manus var något revolutionerande då hennes arbeten baserades på litterära verk, vilket var mycket passande för tidsperioden. Svensk film hade tidigare riktat in sig på mer lättsamma komedier, men när andra världskriget bröt ut blev det svårt att få tag på utländsk film och efterfrågan på svensk film blev stor. Den känslomässiga atmosfären i Europa förändrades och i takt med det började filmbranschen i Sverige att förändras. Det skapades utrymme för mörkare teman som stämde överens med stämningen i världen och produktionen av 1930-talets komedier var inte längre det enda centrala temat. Teman som revolution och uppror mot auktoriteter blev istället teman som innefattade olyckliga slut, onda karaktärer, olyckliga par och psykopati. Stina Bergmans verk baserades på god litteratur, hon hörde därför till undantaget för de lätta komedierna på 1930-talet. Den dramaturgin som hon hade med sig ifrån Amerika hade hon stor användning för där handlingarna hela tiden byggdes mot ett klimax. Hon var nyfiken och öppen för att lära sig och hitta nya förmågor, även om det var hon själv som fungerade som mentor åt andra manusförfattare hon arbetade med. Hon räknas som den första anställda lektören och dramaturgen som SF haft. Hennes uppgift var att läsa manuskript och litteratur till filmatisering som blivit inskickade, men samtidigt agerade hon också som rådgivare i framställningen av film. Stina Bergman var väl medveten om vad som krävdes för att skriva ett strukturerat och bra manus. 1942 gav Stina Bergman ut handboken "Några ord om hur man skriver film", som behandlar just ämnet manusskrivande där hon bland annat betonar vikten av att använda rätt tempo. Så här skriver hon om det: 
"Historien måste från början vara så rik, så fylld av liv, och det måste ske så mycket för att filmen skall bli fullödig, att varje millimeter behövs för en väsentlighet. Vad är då väsentliga? Jo, det är resultatet och klimaxen i varje skede. Publiken har inte tålamod att se ett skeende växa fram långsamt," - Stina Bergman, Några ord om hur man skriver film (1942)
1942 blev Carl Anders Dymling chef för Svensk filmindustri. I samband med detta fick Karin Swanström tillsammans med tidigare SF-chefen Olof Andersson gå. Men Stina Bergman blev kvar då Dymling hade en stor respekt för hennes litterära förmåga. Tillsammans besökte de bland annat Studentteatern för att finna nya talanger och upptäckte då Ingmar Bergmans regi av Strindbergs "Kaspers fet-tisdag". I "Laterna Magica" skrev den unge Ingmar Bergman om mötet med Stina Bergman och att han därefter fick en anställning tack vare henne.
Stina Bergman arbetar som chef på SF fram till 1947 då hon gick i pension, 59 år gammal.

## Stina Bergmans död
Stina Bergmans sista år i livet var ansträngande med parkinson och ledsmärtor. Men trots detta fortsatte hon att korrespondera med omvärlden om sin avlidne man och hans liv. Hon framträdde i radio och tv, bearbetade sin makes gamla litteratur och var själv också verksam som medregissör. År 1962 regisserade hon pjäsen "Patrasket" , som maken skrivit 1928. Hennes sista medverkan var i "Chefen fru Ingeborg" på Stockholms stadsteater. Den 3 juli 1976, 45 år efter sin makes bortgång, dog Stina Bergman och begravdes vid sidan av sin make på Norra kyrkogården i Örebro.

## Böcker
- Bergman, Stina (1927). Stygga barn och snälla. Stockholm: Bonnier. Libris 8218543
- Bergman, Stina (1928). Skogen i Nordland. Stockholm: Bonnier. Libris 1317451
- Bergman, Stina (1932). Det underbara paraplyet. Stockholm: Bonnier. Libris 1351313
- Bergman, Stina (1934). Unga kvinnor: en pjäs för små och stora barn i tio tablåer. Stockholm: Bonnier. Libris 1366790
- Bergman, Stina (1942). Några ord om hur man skriver film. Stockholm: Bonnier Libris 1388918

## Manusarbeten
Nedan följer de manusarbeten som Stina Bergman haft en inverkan i. Hennes namn finns med på sex stycken filmade manus, varav ett är ofilmat, och en är en synopsis. Hälften är skrivna av Hjalmar Bergman. Alla utom en är skrivna av henne tillsammans med en medförfattare. De sista tre manusen där hon hade en inverkan regisserades av brodern Per Lindberg. Trots att hon haft stor betydelse för svensk filmhistoria och hade en egen karriär, kommer hon alltid att bli ihågkommen som sin makes skugga.
Enligt Svensk filmdatabas:

### Egna manus
- 1940 - Hans nåds testamente

### Insatser i manus
- 1939 - Gubben kommer
- 1939 - Gläd dig i din ungdom
- 1938 - Dollar
- 1938 - En kvinnas ansikte
- 1935 - Swedenhielms
- 1910 - Savonarola

### Ej inspelat manus
- 1939 - En enda natt